# 四條畷学園短期大学
四條畷学園短期大学（しじょうなわてがくえんたんきだいがく、英語: Shijonawate Gakuen Junior College）は、大阪府大東市学園町6-45に本部を置く日本の私立大学。1926年創立、1964年大学設置。大学の略称はなわたん。

## 概観

### 大学全体
- 大阪府大東市に所在する日本の私立短期大学で、設置主体は学校法人四條畷学園[1]。
- 1964年に四條畷学園女子短期大学として開学。最寄り駅はJR学研都市線四条畷駅から徒歩約1分（清風キャンパス）。学校名には「四條畷」と記されているが、所在地は大東市内となっている。設置されていた学科は存廃を含めて6つ[注 2]だが、2012年度入学生以降は2学科体制である。

### 建学の精神（校訓・理念・学是）
- 四條畷学園短期大学における建学の精神は「報恩感謝」、教育理念は「人をつくる」である。

### 教育および研究
- 四條畷学園短期大学には、保育学科とライフデザイン総合学科がある。保育学科は幼稚園教諭二種免許状と保育士資格を含めて11の資格が取得でき、ピアノの指導が充実している。ライフデザイン総合学科は一つの専門科目に拘らず、ファッション・医療事務・食健康・ビジネス実務・IT・心理学など諸々の領域から学生自ら科目を自由に選択できるという特徴がある。その結果、それぞれの専門エリアで38もの資格を取得することができる。これは、他大学と比較して群を抜いて多い。
- 短期大学では珍しく、専門的な心理学を学ぶことができる。
- 保育学科では、附属幼稚園での教育実習をはじめとして子どもとふれあう機会が多い。
- 設置当初にあった家政科については、右記資料を参照のこと[注 3]。

### 学風および特色
- 四條畷学園短期大学は男女共学（保育学科は2022年度より共学）。
- 各学科の事務室は、保育学科が清風キャンパスにあり、ライフデザイン総合学科が北条キャンパスにあるが、講義については、両学科とも２つのキャンパスで行っている。
- 2022年度、財団法人短期大学基準協会の第三者評価の結果「適格」認定を受けている。

## 沿革
設立者である学校法人四條畷学園は、1926年創立の四条畷高等女学校（現在の四條畷学園中学校・高等学校）を母体とする。
- 1964年
  - 1月25日 左記を以て文部省[注 4]より短期大学の設置が認可される。[3]。
  - 4月1日 四條畷学園女子短期大学（しじょうなわてがくえんじょしたんきだいがく）として以下の学科体制にて開学[4]。
    - 家政科 入学定員80名[注 5]
- 1964年
  - 5月1日 学生数[6]/定員
    - 家政科 27[注釈 1]/80
- 1965年
  - 5月1日 学生数[7]/定員
    - 家政科 79[注釈 1]/160
- 1971年
  - 4月1日 以下の学科については、この年度で学生募集を最終とする[注 6]。
  - 5月1日 学生数[10]/定員
    - 家政科 111[注釈 1]/160
- 1972年
  - 4月1日 以下の学科を増設する[8]。
  - 児童教育学科 入学定員80名[注 7]
  - 5月1日 学生数[11]/定員
    - 家政科 49[注釈 1]/80
    - 児童教育学科 89[注釈 1]/80
- 1973年
  - 3月31日 以下の学科については左記をもって正式に廃止とする[12]。
    - 家政科
- 1973年
  - 5月1日 学生数[13]/定員
    - 児童教育学科 204[注釈 1]/160
- 1982年
  - 4月1日 児童教育学科を以下の通り専攻分離する専攻分離する[注 8]。なお、児童教育学科全体の入学定員80名は前年と変わりなし[注 9]。
    - 初等教育学専攻 入学定員30名[注釈 2]
    - 幼児教育学専攻 入学定員50名[注釈 2]

  - 5月1日 学生数[18]/定員
    - 児童教育学科 383[注釈 1]/160
- 1985年
  - 5月1日 学生数[19]/定員
    - 児童教育学科 361[注釈 1]/160
- 1986年
  - 5月1日 学生数[20]/定員
    - 児童教育学科 265[注釈 1]/160
- 1987年
  - 5月1日 学生数[21]/定員
    - 児童教育学科 201[注釈 1]/160
- 1988年
  - 4月1日 以下の学科については、この年度で学生募集を最終とする[注 10]。
    - 児童教育学科初等教育学専攻[注 11]

  - 5月1日 学生数[23]/定員
    - 児童教育学科 201[注釈 1]/160
- 1989年
  - 4月1日 以下の学科を増設する[22]。
    - 教養学科 入学定員130名[注 12]

  - 5月1日 学生数[25]/定員
    - 児童教育学科 166[注釈 1]/130
    - 教養学科 166[注釈 1]/130
- 1990年
  - 5月1日 学生数[26]/定員
    - 児童教育学科 126[注釈 1]/100
    - 教養学科 331[注釈 1]/260

  - 12月21日 以下の学科・専攻については左記をもって正式に廃止とする[注釈 3]。
    - 児童教育学科初等教育学専攻[注 13]
- 1991年
  - 4月1日 この年度における出来事を以下、列挙する[注釈 3]。
    - 教養科の入学定員を130→260に増員[注 14]。

  - 5月1日 学生数[31]/定員
    - 幼児教育学科 135[注釈 1]/100
    - 教養学科 542[注釈 1]/390
- 1992年
  - 5月1日 学生数[注 15]/定員
    - 幼児教育学科 151[注釈 1]/100
    - 教養学科 760[注釈 1]/520
- 1997年
  - 5月1日 学生数[34]/定員
    - 幼児教育学科 128[注釈 1]/100
    - 教養学科 617[注釈 1]/520
- 1999年
  - 5月1日 学生数[35]/定員
    - 幼児教育学科 ？[注 16]/100
    - 教養学科 433[注釈 1]/520
- 2000年
  - 4月1日 この年度における出来事を以下、列挙する[36]。
    - 四條畷学園短期大学と校名変更する。
    - 以下の学科を増設する
      - 国際コミュニケーション学科 入学定員50名[注 17]

    - 教養科の入学定員を260→100に減員する。
- 2001年
  - 4月1日 以下の学科を増設する[38]。
    - リハビリテーション学科
      - 理学療法専攻 入学定員40名
      - 作業療法専攻 入学定員40名
- 2002年
  - 4月1日 この年度における出来事を以下、列挙する[39]。
    - 幼児教育学科→保育学科に変更。
    - 学科の入学定員を以下の通り変更する
      - 保育学科 50→100
      - 国際コミュニケーション学科 50→30
- 2003年
  - 4月1日 以下の学科については、この年度で学生募集を最終とする[注 18]。
    - 国際コミュニケーション学科
- 2004年
  - 4月1日 この年度における出来事を以下、列挙する[40]。
    - この年度の入学生より教養学科に国際コミュニケーション学科を統合して、以下の学科として再編する。
      - ライフデザイン総合学科 入学定員100名

    - 以下の学科については、この年度で学生募集を最終とする[注 19]。
- 2005年
  - 4月1日 以下の学科・専攻については左記をもって正式に廃止とする[42]。
    - 国際コミュニケーション学科
- 2007年
  - 4月1日 以下の学科を増設する[43]。
    - 介護福祉学科 入学定員50名
- 2009年 この年における出来事を以下、まとめて列挙する[44]。
  - 3月31日 以下の学科・専攻については左記をもって正式に廃止とする。
    - リハビリテーション学科
      - 理学療法専攻
      - 作業療法専攻

  - 4月1日 介護福祉学科の入学定員変更を50→40に減員。
- 2011年
  - 4月1日 以下の学科については、この年度で学生募集を最終とする[注 20]。
    - 介護福祉学科
- 2012年
  - 4月1日 ライフデザインの総合学科の入学定員を100→125に増員[45]。
- 2014年
  - 3月31日 以下の学科・専攻については左記をもって正式に廃止とする[46]。
    - 介護福祉学科
- 2015年
- 4月1日 ライフデザイン総合学科の入学定員を125→100に減員[47]。
- 2017年
  - 4月1日 ライフデザイン総合学科の入学定員変更を100→80に減員[48]。

## 基礎データ

### 所在地
- 清風キャンパス（大阪府大東市学園町6番45号）
- 北条キャンパス（大阪府大東市北条4丁目10番25号）

### 象徴
- 四條畷学園短期大学のカレッジマークは樟の葉をイメージしている[注 21]。
- 四條畷学園短期大学学歌があり、竹中郁が作詞・團伊玖磨が作曲している。

## 教育および研究

### 学科
- 保育学科 入学定員100名[1]
- ライフデザイン総合学科 入学定員80名[1]

#### 以前存在した学科
- 家政科 入学定員80名[注 22]
- 児童教育学科
  - 初等教育専攻 入学定員30名[注 23]
  - 幼児教育専攻→現在の保育学科にあたる
- 教養学科→ライフデザイン総合学科
- 国際コミュニケーション学科 入学定員30名[注 24]
- リハビリテーション学科
  - 理学療法専攻[注釈 4]
  - 作業療法専攻[注釈 4]
- 介護福祉学科 入学定員40名[注 25]

### 取得資格について
- 四條畷学園短期大学では、数多くの資格取得を目指す教育を実践している。保育学科では保育士資格・幼稚園教諭二種のほか11資格、ライフデザイン総合学科では、関西の中では最も多い38資格（各級で分けると46資格）が取得できる教育カリキュラムを取り入れている。学内受験ができる環境（一部を除く）を整えており、普段学習している講義室での受験を可能としている。

資格

#### 保育学科　11資格
- 保育士
- 幼稚園教諭２種免許状
- 認定ベビーシッター
- 介護職員初任者研修
- 社会福祉主事任用資格
- 幼児体育指導者２級
- こども音楽療育士
- ビアヘルパー資格
- こども環境管理士２級
- ユニバーサルマナー検定３級
- こども食物アレルギー実務課程修了証

#### ライフデザイン総合学科　38資格　（各級を分けると46資格）

##### IT系資格　9資格
- 上級情報処理士〔単位取得のみ〕
- 情報処理士〔単位取得のみ〕
- ウェブデザイン実務士〔単位取得のみ〕
- ウェブデザイン技能検定３級
- Word（ワード）文書処理技能認定試験１級
- Word（ワード）文書処理技能認定試験２級
- Word（ワード）文書処理技能認定試験３級
- Excel®（エクセル）表計算処理技能認定試験２級
- Excel®（エクセル）表計算処理技能認定試験３級

##### ファッション・ビジネス系資格　12資格
- ビジネス実務士〔単位取得のみ〕
- 実践キャリア実務士〔単位取得のみ〕
- 色彩検定３級
- ファッション販売能力検定試験３級
- 秘書技能検定１級
- 秘書技能検定準１級
- 秘書技能検定２級
- 秘書技能検定３級
- 日商簿記検定３級
- サービス接遇検定２級
- サービス接遇検定準１級
- ビジネス電話検定　知識A級

##### 医療系資格　15資格
- 診療報酬請求事務能力認定試験
- 医療秘書技能検定２級
- 医療秘書技能検定３級
- 調剤事務管理士
- ICDコーディング技能検定３級
- 医事コンピュータ実務課程修了証〔単位取得のみ〕
- ICDコーディング実務課程修了証〔単位取得のみ〕
- 医療秘書実務士〔単位取得のみ〕
- 医師事務作業補助実務士〔単位取得のみ〕
- 診療情報管理実務士〔単位取得のみ〕
- 医事実務士〔単位取得のみ〕
- 介護保険実務士〔単位取得のみ〕
- アロマコーディネーター
- 介護職員初任者研修
- 社会福祉主事任用資格

##### 食健康系資格　6資格
- フードコーディネーター３級〔単位取得のみ〕
- 食生活アドバイザー®検定３級
- ギフト・ラッピングコーディネーター
- ラッピング技能士２級
- 健康管理能力検定３級
- インタービューティーライフデザイナー

##### 心理学系資格　4資格
- ピアヘルパー資格
- メンタルヘルス・マネジメント®検定Ⅲ種
- コミュニケーション検定初級
- ユニバーサルマナー検定３級

#### 過去の資格
- 理学療法士：以前設置されていたリハビリテーション学科理学療法専攻にて取得可能であった[57]。
- 作業療法士：以前設置されていたリハビリテーション学科作業療法専攻にて取得可能であった[57]。
- 介護福祉士：過去にあった介護福祉学科[50]。および介護福祉コースにて取得可能であった。

教職課程
- 幼稚園教諭二種免許状が以下の学科にて設けられている。
  - 保育学科
  - 以前は児童教育学科幼児教育専攻や初等教育専攻にも設置されていた[注釈 5]。
  - かつて、ライフデザイン総合学科の学生も取得できるようになっていたが、現在では取得できない。過去の教養学科心理・文化コースにおいても取得は可能だった[58]。
- 小学校教諭二級免許状がかつての児童教育学科初等教育専攻にて設けられていた[注釈 5]
- 中学校教諭二級免許状（家庭）がかつての家政科にて設置されていた[注 26]

### 附属機関
- 臨床心理研究所

### 研究
- 『四條畷学園女子短期大学研究論集』[65]
- 『四條畷学園短期大学紀要』[66]
- 『四條畷学園短期大学研究論集』[67]
- 『四條畷学園短期大学リハビリテーション学科紀要』[68]
- 『魚介類の風味とその発現機構に関する研究』[69]

## 学生生活

### 部活動・クラブ活動・サークル活動
- 四條畷学園短期大学のクラブ活動
  - 体育系：剣道・バドミントンほか
  - 文化系：手話・人形劇・コンピューター・吹奏楽・軽音楽ほか

### 学園祭
- 四條畷学園短期大学の学園祭は「樟葉祭」と呼ばれ毎年、概ね10月に行われている。大学と短期大学の合同でおこなっている。模擬店やイベントが催される。

### スポーツ
- 剣道が全日本学生大会に出場した実績がある。
- 弓道が関西学生弓道選手権大会で優勝した実績がある。
- かつてはバドミントンの強豪として多くの選手を輩出した。

## 大学関係者と組織
- 四条畷学園短期大学同窓会組織がある。

### 大学関係者一覧

#### 出身者
- 徳田敦子（バドミントン選手）
- 吉冨桂子（バドミントン選手）
- 鴻原春美（バドミントン選手）
- 水井妃佐子（バドミントン選手）
- 松尾明子（ナレーター）

## 施設

### 清風キャンパス
- 使用学科：保育学科、ライフデザイン総合学科
- 使用専攻科：なし
- 使用附属施設：臨床心理研究所
- 交通アクセス：JR学研都市線四条畷駅で下車してすぐの場所にある。
- 設備：総合ホール・高等学校・幼稚園・小学校が隣接している。

### 北条キャンパス
- 使用学科：ライフデザイン総合学科、保育学科
- 使用専攻科：なし
- 使用附属施設：北条図書館
- 交通アクセス：四条畷駅から徒歩で10分程度。
- 設備：ビストロ北条（学食）、テニスコート・弓道場のほか四年制大学キャンパスがある。

## 対外関係

### 地方自治体との協定
- 四條畷市と本学との連携に関する協定（乳幼児教育・保育分野）：2018年5月21日締結。市内の公立保育所等において、プロジェクト型保育、美術等の各分野で、相互に意見交換を行い、より良い保育の質の向上を目指している。

### 他大学との協定
- 国際コミュニケーション学科があった時分、カナダのカルガリー大学と協定を結んでいた。

### 系列校
- 四條畷学園大学
- 四條畷学園小学校・中学校・高等学校
- 四條畷学園大学附属幼稚園

## 社会との関わり・社会貢献

### なわたんエクステンションセンター
- 四條畷学園社会人教育委員会が運営する、地域貢献事業を取りまとめているセンター。社会人リフレッシュ教育講座、なわて保育学講座、四條畷学園短期大学公開講座などの申し込みの窓口や、講座の企画・運営を行っている。

#### 社会人リフレッシュ教育講座
- 四條畷学園短期大学（なわたん）が地域のみなさまに貢献するためのひとつの形として、社会人教育委員会が開催する公開講座の名称。受講対象となる方は、一般の方、学生の方など、すべての人が対象となっている。
- 資格取得の支援、学びの最新の知見、地域の魅力の発見、絵画や陶芸などのスキルの取得など、魅力のある幅広い講座を開講している。

#### なわて保育学講座
- 現職の保育者、子育て・保育に興味のある一般の方を対象にした保育に関連する講演を行っている。
- おおむね２月に実施している。

#### 四條畷学園短期大学公開講座
- 地域の一般の方向けに、音楽などのコンサートを実施している。

## 卒業後の進路について

### 編入学・進学実績
- 家政科
- 児童教育学科
  - 初等教育専攻
  - 幼児教育専攻&保育学科：聖徳大学・種智院大学・大阪大谷大学・梅花女子大学・吉備国際大学ほか
- 教養学科：岐阜女子大学・龍谷大学・大阪国際女子大学・大阪産業大学・追手門学院大学・常磐会学園大学・プール学院大学・大手前大学・徳島文理大学ほか

## 附属学校
- 四條畷学園短期大学附属幼稚園